# Abbé Lanteigne
Abbé Lanteigne était le chef d'antenne du Téléjournal/Acadie en semaine sur les ondes de Radio-Canada Acadie (CBAFT) durant plus de 19 ans.

## Carrière
Il est issu de la famille Lanteigne. En janvier 2012, il est remplacé à ce poste par Martin Robert et la décision est mal accueillie, que ce soit par les auditeurs ou ses collègues. Il anime ensuite l'émission L'Acadie en questions, qui reçoit des critiques mitigées.
Selon L'Acadie nouvelle, Abbé Lanteigne pourrait devenir professeur au département d'information-communications de l'Université de Moncton. Abbé Lanteigne est l'un des journalistes acadiens les plus expérimentés et possède un doctorat en littérature, obtenu dans une université française.